# روز جهانی سندروم داون
روز جهانی سندروم داون (WDSD) هر ساله در ۲۱ مارس برگزار می‌شود، شروع این روز از سال ۲۰۰۶ بود. بیست و یکم مارس (ماه سوم سال) برای نشان دادن منحصر به فرد بودن سه‌گانه (تریزومی) بیست و یکمین کروموزوم که باعث سندرم داون می‌شود ، انتخاب می شود